# Matthäus Schwarz

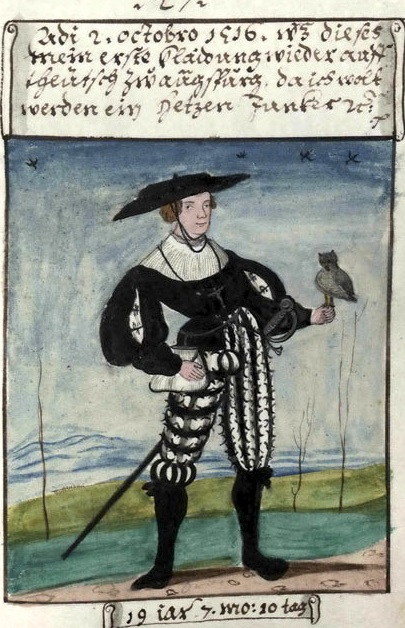
Matthäus Schwarz a la edad de 19 años. Página 27 del Trachtenbuch fechada 2 de octubre de 1556.

Matthäus Schwarz (19 de febrero de 1497 - c. 1574) fue un contador bávaro de la corte de Carlos V de Austria. Es conocido por escribir uno de los primeros tratados de contabilidad, su Dreierlay Buchhaltung (Tres métodos de contabilidad). Sin embargo, se le ha dado mayor atención a su Klaidungsbüchlein o Trachtenbuch ( "El libro del traje"), un libro que cataloga las prendas que vistió entre 1520 y 1560 y es uno de los ejemplos más tempranos de un libro dedicado exclusivamente sobre moda.

## Biografía
Hijo de Ulrich Schwarz el Joven, un comerciante de vinos, Matthäus nació en Augsburgo un 19 de febrero de 1497. Provenía de una familia dedicada a la carpintería en Rettenbergen, Baviera, que se mudó a Augsburgo durante el siglo XV. Su abuelo, también llamado Ulrich Schwarz, sería maestro del gremio de carpinteros de Augsburgo y sirvió como alcalde de la misma ciudad (1469 y 1477) pero salió del poder tras disputas con las familias principales de la ciudad, quienes estarían detrás de su ejecución en 1478. Su madre moriría en 1502 y su padre en 1519. Matthäus Schwartz se educó entre Augsburgo y Heidenheim. Su hermano se ordenaría como monje mientras él trabajaría para su padre. Luego sería aprendiz de comerciante en Milán y Venecia, etapa durante la cual aprendió contabilidad.
Matthäus Schwartz se convertiría en el contador de una de las familias más importantes para la corte de los Habsburgo, sus prestamistas, la familia Fugger. Richard Ehrenberg sugirió llamar a este periodo "La Era de los Fugger".  En 1516 en Augsburgo, Schwartz comenzó a trabajar para Jakob Fugger quien, antes de su muerte en 1525 ya se le conocía con los apodos del Lirio o el Rico. Schwartz continuaría trabajando para Anton Fugger, sobrino y heredero de Jakob. En 1518 Matthäus Schwartz escribió un manuscrito sobre contabilidad, Dreierlay Buchhaltung (Tres métodos de contabilidad) y reescrita en 1550. Según el historiador de la contabilidad Kiyoshi Inoue, esta constituye uno de los primeros libros documentando las técnicas contables renacentista, y en especial, el primer ejemplo de alguien ejerciendo el oficio (los anteriores siendo estrictamente académicos).
En 1538 se casó con Barbara Mangold. En 1542 comisionó sus retratos a Christoph Amberger, hoy alojadas en el Museo Thyssen-Bornemisza y en la Colección Kisters.
Carlos V, emperador del Sacro Imperio Romano Germánico, le confirió título nobiliario en 1541. Murió en Augsburgo alrededor de 1574.

## El libro del traje
Tras la muerte de su padre en 1519, Schwarz Schwarz comenzó una autobiografía, De Wellt lauff ("El camino del mundo"), hoy desaparecida. Tres meses después comisionó el Klaidungsbüchlein o Trachtenbuch ("El libro del traje") al pintor Narziss Renner. Sería un apéndice gráfico al proyecto inicial, y varias páginas referencial De Wellt lauff. El proyecto inicial en 1520 consistió en 36 retratos de Renner  que narraban la vida de Schwartz desde su nacimiento hasta ese momento. Schwartz incluye comentarios manuscritos a las imágenes dando detalles sobre la ocasión de su uso. Según Jean-Claude Schmitt este incluye una de las primeras referencias a un cumpleaños. 
Su fascinación por la ropa, lo llevó a continuar documentando su apariencia a lo largo de su vida adulta. Schwartz encargó 101 imágenes más durante los siguientes 40 años, en su mayoría a Renner hasta 1536 y luego a artistas del estudio de Christoph Amberger.
El Museo Herzog Anton Ulrich en Braunschweig alberga el libro original, qunque existen dos copias que datan de 1740, una en la Biblioteca Nacional de París y la otra en la Biblioteca Gottfried Wilhelm Leibniz de Hannover.